# Leśnianki
Leśnianki – wieś w Polsce położona w województwie kujawsko-pomorskim, w powiecie inowrocławskim, w gminie Rojewo.
W latach 1975–1998 miejscowość administracyjnie należała do województwa bydgoskiego.